# Мягчилов, Анатолий Григорьевич
Анато́лий Григо́рьевич Мягчи́лов (27 октября 1923, Крутое, Вятская губерния — 18 мая 1944, Себежский район, Калининская область) — гвардии лейтенант Рабоче-крестьянской Красной Армии, участник Великой Отечественной войны, Герой Советского Союза (1944 — посмертно).

## Биография
Анатолий Мягчилов родился 27 октября 1923 года в деревне Крутое (ныне — Санчурский район Кировской области). С 1935 года проживал в Горьковской области, где окончил семь классов школы и работал учётчиком тракторной бригады, молотобойцем в колхозе. В марте 1942 года Мягчилов был призван на службу в Рабоче-крестьянскую Красную Армию. С августа того же года — на фронтах Великой Отечественной войны. В боях был ранен и контужен. В 1943 году окончил курсы младших лейтенантов.
К маю 1944 года гвардии лейтенант Анатолий Мягчилов командовал взводом 18-го гвардейского стрелкового полка (9-й гвардейской стрелковой дивизии, 6-й гвардейской армии, 1-го Прибалтийского фронта). Отличился во время освобождения Псковской области. 18 мая 1944 года вслед за разведгруппой взвод Мягчилова прорвал немецкую оборону и захватил важную высоту. Во время этого боя в живых из всего взвода осталось лишь шесть человек. Заняв оборону, они отразили две немецкие контратаки, уничтожив около 50 солдат и офицеров противника. В разгар сражения Мягчилов получил тяжёлое ранение в лицо. Не желая попасть в плен, он застрелился. Похоронен на братском кладбище в деревне Байкино Себежского района (ныне — Псковской области).

## Награды
Указом Президиума Верховного Совета СССР от 22 июля 1944 года за «отвагу и мужество, проявленные в боях при освобождении Псковской области» гвардии лейтенант Анатолий Мягчилов посмертно был удостоен высокого звания Героя Советского Союза. Был также награждён орденами Ленина и Красной Звезды.

## Память
В честь Мягчилова установлен памятник в Байкино.